# 부르즈 라팔
부르즈 라팔(아랍어: برج رافال)은 사우디아라비아 리야드에 위치한 초고층 호텔이다. 2014년 1월부터 영업을 시작하였다.

## 같이 보기
- 사우디아라비아의 마천루 목록